# Abberwick
Abberwick – przysiółek w Anglii, w hrabstwie Northumberland, w dystrykcie (unitary authority) Northumberland, w civil parish Edlingham. Leży 51 km na północ od miasta Newcastle upon Tyne i 448 km na północ od Londynu. W 1951 roku civil parish liczyła 44 mieszkańców.